# Hemidactylus kamdemtohami
Hemidactylus kamdemtohami este o specie de șopârle din genul Hemidactylus, familia Gekkonidae, descrisă de Rudolf Bauer și Olivier S.G. Pauwels în anul 2002. Conform Catalogue of Life specia Hemidactylus kamdemtohami nu are subspecii cunoscute.